# 솔부엉이
솔부엉이(영어: Northern Boobook)는 올빼미목 올빼미과의 여름철새이다. 먹이는 주로 곤충이며, 가끔은 들쥐도 잡아먹는다. 한반도에는 2 아종이 서식하고 있다.

## 대한민국
1982년 11월 4일 천연기념물 제324-3호로 지정되었다.
2018년 10월 31일 문화재청은 황조롱이에 대한 천연기념물(동물) 현상변경 허가권한(죽은 것에 대한 매장 또는 소각하는 행위의 허가 및 그 취소)을 특별자치시장, 특별자치도지사, 시장·군수·구청장에게 위임하였다.

## 아종
Ninox japonica japonica (Temminck & Schlegel, 1845)
중국 동부, 한반도의 중부 및 남부, 류큐 열도를 포함한 일본에서 번식, 겨울에는 동남아시아의 대순다열도 및 소순다열도에서 월동
Ninox japonica florensis (Wallace, 1864)(Ninox scutulata florensis로 분류하기도 함.)
시베리아 남동부, 중국 북동부(헤이룽장 남동부 ~ 허베이성), 한반도 북부에서 번식, 겨울에는 동남아시아의 대순다열도, 소순다열도에서 월동,

Ninox japonica totogo (Momiyama, 1930)의 경우 일본 류큐 열도 및 대만의 개체군을 분리한 것이나 최근에는 Ninox japonica japonica의 동의어로 파악되는 것으로 보인다.